# Beatyfikowani i kanonizowani Kościoła katolickiego w 2011 roku
W 2011 roku na ołtarze wyniesione zostały następujące osoby:
1 maja
- bł. Jan Paweł II

7 maja
- bł. Justyn Maria Russolillo

15 maja
- bł. Jerzy Häfner

21 maja
- bł. Maria Klara od Dzieciątka Jezus

22 maja
- bł. Irmã Dulce

28 maja
- bł. Klotylda Micheli (Maria Serafina od Najświętszego Serca)

5 czerwca
- bł. Jan de Palafox y Mendoza

19 czerwca
- bł. Małgorzata Rutan[1]

26 czerwca
- bł. Enrichetta Alfieri
- bł. Klemens Vismara
- bł. Serafin Morazzone

3 lipca
- bł. Jan Scheffler

14 września
- bł. Elena Aiello

17 września
- bł. Franciszek Paleari

24 września
- bł. Drińskie męczennice
  - bł. Maria Julia Ivanišević
  - bł. Maria Berchmana Leidenix
  - bł. Maria Kresencja Bojanc
  - bł. Maria Antonia Fabjan
  - bł. Maria Bernadeta Banja

2 października
- bł. Antonina Maria Verna

8 października
- bł. Anna Maria Janer Anglarill

23 października
- św. Gwidon Maria Conforti
- św. Alojzy Guanella
- św. Bonifacja Rodríguez Castro

29 października
- bł. Maria Katarzyna Irigoyen Echegaray

13 listopada
- bł. Karol Lampert